# Svanemosen
Svanemosen er en højmose på i alt 110 hektar og er placeret seks kilometer sydvest for Kolding ved Vonsild. 
Mosen grænser op til Fovslet Skov og størstedelen af Svanemosen er ejet af staten og forvaltes af Skov- og Naturstyrelsen.
Før i tiden blev der gravet meget tørv, og der kan stadig ses tydelige spor efter den intense tørvegravning, der skete under 2. verdenskrig. Den store sø i midten af mosen er for eksempel opstået som resultat af tørvegravningen.
Mosen er præget af krat, der fortrinsvis er bevokset med birk, el og fyr og i den centrale del af mosen er et stort areal dækket af planter som lyng, revling, tranebær, soldug og spagnum. Flere dele af Svanemosen er blevet henlagt til urørt skov, der senere vil udvikle sig til naturskov. I 2007 er der startet en større restaurering af højmosen, for at undgå at mosen vil blive helt dækket af krat.
Mosen har et rigt dyreliv, da bl.a. lever snog, stålorm, hugorm, almindelig firben, spidssnudet frø og butsnudet frø i mosen. Der lever desuden guldsmede, ilder, mår, hare, ræv, grævling og rådyr i Svanemosen. Den sjældne fyrremejse yngler også i området, og i 2007 blev den sjældne birkemus fanget i en fælde i mosen.

## Naturbeskyttelse
Svanemosen er beskyttet af Naturbeskyttelseslovens §3 og et Natura 2000 Habitat område (Habitatområde nr. 250)

## Genopretningsprojekt
I 2007 igangsattes en større restaurering af højmosen, igangsat af Naturstyrelsen
I løbet af 2007 og 2008 blev der ryddet ca. 62 ha krat bevoksning, da træer og buske har en række skadelige effekter på højmoser.
For at standse udtørring af højmosen blev vandstanden hævet, ved at blokere eksisterende dræn. Således blev væksten af Sphagnum fremmet og tilgroningen med buske forhindret. Blokering af dræn er udført i 2009.
I forbindelse med projektet blev der etablere rekreative stier, borde, bænk og et fugletårn.